# Carrer Major del Pont de Suert
El Carrer Major és una obra del Pont de Suert (Alta Ribagorça) inclosa a l'Inventari del Patrimoni Arquitectònic de Catalunya.

## Descripció
Carrer principal de la vila, format per l'agrupació de cases menestrals entre mitgeres adossades a l'antiga trama urbana. Les edificacions, de dues a tres plantes d'alçada, tenen cellers, porxos als baixos i cobertes a doble vessant, sobre el carrer, amb ràfecs i voladís, de tipologia medieval, i teulades de teula àrab. Els arrebossats de les façanes i els interiors es troben molt deteriorats. Aquest carrer, que sembla un cul-de-sac, té sortida per dos carrers porticats, per sota de les arcades medievals.

## Història
La població té el seu origen en el pont vell sobre la Noguera Ribagorçana.
El despoblat de Suert, que li dona el nom, és esmentat ja el 1016. Prengué importància per la seva situació en una cruïlla de camins.